# Josep Maria Oliveras Puig
Josep Maria Oliveras Puig (Salt, 1956) és un fotògraf, que ha treballat a més com a comissari d’exposicions, com a editor i creador de llibres de fotografia, i com a realitzador de treballs de documentalisme gràfic per a nombroses exposicions i programes de TV de difusió cultural.

## Biografia
Oliveras s'inicià en la fotografia professional treballant com a assistent de fotògraf a l'estudi de fotografia i publicitat Actini de Girona, regentat pels fotògrafs Josep Maria Boladeras Roca i Ramon Vilà Sanllehí. Més endavant, continuà l'aprenentatge amb estudis professionals. L'any 1979, començà a treballar en el camp de la fotografia de premsa i en la il·lustració fotogràfica de llibres i catàlegs d'art. Fou membre de l'equip fundador del diari El Punt, del qual en va ser reporter gràfic. L'any 1980, fundà el Taller Fotogràfic Desalt, un espai cultural a Salt on hi coordinà nombroses exposicions i projectes fotogràfics.
L'any 1981, es va traslladar a Mèxic. Allí treballà amb l'equip d'elaboració de materials audiovisuals del Programa Nacional de Alfabetización, on hi va realitzar cartells, llibres i audiovisuals, entre d'altres. Durant una llarga temporada, treballà també per l'Institut Mexicà del Petroli (IMP), realitzant un reportatge submarí. D'aquesta feina en sorgí el documental Oceanografía física, petróleo y contaminación marina. A més, edità la sèrie Latinoamérica, hoy pel Canal 13. L'any 1984, fou nomenat coordinador del departament de producció de mitjans audiovisuals a l'Escola Nacional d'Antropologia i Història (ENAH) de Mèxic.
Oliveras es traslladà a París l'any 1985, on firmà un contracte amb el grup editorial Casterman, pel qual realitzà diversos treballs als Estats Units, Mèxic, Itàlia i Còrsega. També realitzà diversos projectes per La Sept ARTE TV. El 1988, realitzà per la productora IMA, el canal de televisió France 3 i La Sept, el treball de documentalisme fotogràfic per a la producció de dos documentals d'història contemporània dirigits pel cineasta francès Patrick Le Gall, de nom Trotsky: Révolutions et Exils, sobre la figura de Lev Trotski. Aquell mateix any, es publicà el llibre Trotsky: México 1937-1940, que edità juntament amb l'escriptor Alain Dugrand i l'historiador Pierre Broué.
Al llarg de la seva trajectòria, Oliveras ha publicat més d'una cinquantena de llibres fotogràfics, en col·laboració amb d'altres autors. A més, les seves fotografies s'han pogut veure en multitud de sales, exposicions i festivals de fotografia, com ara el Museu d'Art de Girona, el Museu d'Història de Girona, el festival Carrefour des littératures européennes d'Estrasburg, la Biennal de Fotografia Xavier Miserachs de Palafrugell, el Visa pour l'Image de Perpinyà, el Palau Robert de Barcelona o el Bòlit, Centre d'Art Contemporani. Girona, entre d'altres.

## Obra seleccionada
- Nadal Farreras, Joaquim. La Catedral de Girona. Barcelona: Editorial Lunwerg, 2002 (ISBN 84-7782-939-X)
- Español Llorenç, Joaquim. Girona. Anatomia de la ciutat històrica. Barcelona: Editorial Lunwerg, 2003 (ISBN 84-7782-992-6)
- Bover i Pagespetit, Andreu. Arquitectures de l’Aigua. Salt: Fàbrica de Gel, 2003 (ISBN 84-6077-012-5)
- Muntada Vendrell, Lluís. Torres Monsó, el Dret a Mirar. Girona: Fàbrica de Gel, 2004 (ISBN 84-6091-773-8)
- Vázquez Ramió, Eva. Les Portes del Call. Girona: Ajuntament de Girona, 2006 (ISBN 978-84-8496-019-5)
- Miralls amb Memòria. Girona: Casa de Cultura de Girona, 2008 (ISBN 978-84-6064-537-5)
- Muntada Vendrell, Lluís. Girona XXI segles. Girona: Ajuntament de Girona, Editorial Lunwerg, 2008 (ISBN 978-84-9785-478-8)
- Bagué, Gerard. Girona viatge-bagatge. Girona: Ajuntament de Girona, 2010 (ISBN 978-84-8496-166-6)
- Gironella Delgà, Anna. El monestir de Sant Daniel. Girona: Ajuntament de Girona, 2011 (ISBN 978-84-8496-160-4)
- Muntada Vendrell, Lluís. Torres Monsó, una illa habitada. Girona: Ajuntament de Girona, Diputació de Girona, 2012 (ISBN 978-84-8496-178-9)
- Vázquez Ramió, Eva. El quadern de fil. Salt: Ajuntament de Salt, Diputació de Girona, 2015
- Sobresalt. Salt: Ajuntament de Salt, Diputació de Girona, 2019 (ISBN 978-84-0909-958-0)
- Salt, natura vs. paisatge. Salt: Ajuntament de Salt, 2021 (ISBN 978-84-0931-281-8)

## Fons fotogràfic
El 13 d'octubre de 2022, a la Sala Miquel Diumé de l’Ajuntament de Girona, tingué lloc l'acte públic de donació del fons documental de Josep Maria Oliveras Puig. A l'acte hi assistiren el mateix fotògraf, juntament amb l'alcaldessa de Girona Marta Madrenas i el cap del Servei de Gestió Documental, d'Arxiu i Publicacions de l'Ajuntament de Girona, Joan Boadas. Aquest, l'anomenà el «fotògraf més important de Girona des dels anys vuitanta i noranta del segle XX». Van ingressar al Centre de Recerca i Difusió de la Imatge (CRDI) de l'Arxiu Municipal de Girona, prop de tres-centes mil fotografies en diversos suports, més de cinc terabytes d'imatges digitals i cent hores de vídeo amb continguts de projectes professionals diversos.